# Eupetinus obscurus
Eupetinus obscurus är en skalbaggsart som beskrevs av Scott 1908. Eupetinus obscurus ingår i släktet Eupetinus och familjen glansbaggar. Inga underarter finns listade i Catalogue of Life.